# Canon EOS-1D C
Die Canon EOS-1D C ist eine digitale Spiegelreflexkamera des japanischen Herstellers Canon, die im Oktober 2012 in den Markt eingeführt wurde. Der Hersteller richtet sie an Berufsfotografen.
Das Modell ist insbesondere auch für die Filmproduktion ausgelegt und bietet die Möglichkeit, Videos im digitalen Cinema-Standard von 4096 × 2160 Pixeln (4K) mit 24 und 25 Bildern pro Sekunde aufzuzeichnen.

## Technische Merkmale
Die Kamera besitzt einen 18,1-Megapixel-Vollformat-CMOS-Bildsensor mit 5184 × 3456 Pixeln. Sie hat im Weiteren folgende Merkmale:
- 4K-Videofunktion
- wetterfestes Gehäuse aus Magnesiumlegierung
- 3,2"-LCD im 3:2-Format mit einer Auflösung von 720 × 480 Pixeln.
- 14-Bit-A/D-Wandler
- integriertes Reinigungssystem
- kompatibel mit allen EF- und EF-Cinema-Objektiven (außer EF-S)
- bis zu 14 Bilder/s (nur JPEG); bis zu 12 Bilder/s (RAW, JPEG und RAW+JPEG)
- zwei DIGIC-5+-Prozessoren

Die Merkmale der Kamera für die Fotografie stimmen weitgehend mit denen des Modells Canon EOS-1D X überein, wobei jene schwerpunktmäßig nicht für Filmaufnahmen ausgelegt ist.